# Magali Baton
Magali Baton (* 12. März 1971 in Saint-Chamond) ist eine ehemalige französische Judoka. Sie war Weltmeisterschaftsdritte 1997, bei Europameisterschaften war sie Zweite 1999 und viermal Gewinnerin der Bronzemedaille.

## Sportliche Karriere
Die 1,67 m große Magali Baton trat im Leichtgewicht an, der Gewichtsklasse bis 56 Kilogramm, ab 1998 bis 57 Kilogramm. 1993 gewann sie in Leonding ihr erstes Weltcup-Turnier. Bei den Europameisterschaften 1994 schlug sie im Viertelfinale die Polin Anita Kubica und verlor im Halbfinale gegen die Niederländerin Jessica Gal. Im Kampf um eine Bronzemedaille bezwang sie die Portugiesin Filipa Cavalleri. 1995 erkämpfte Baton eine Bronzemedaille bei der Universiade in Fukuoka. 1996 bei den Europameisterschaften in Den Haag verlor sie ihren Auftaktkampf gegen Jessica Gal. In der Hoffnungsrunde besiegte sie die Ukrainerin Alla Klimovich und die Britin Nicola Fairbrother, den Kampf um Bronze gewann sie gegen Zülfiyyə Hüseynova aus Aserbaidschan. Bei den Olympischen Spielen in Atlanta verlor sie in ihrem ersten Kampf durch Schiedsrichterentscheid gegen die spätere Olympiasiegerin Driulis González. In der Hoffnungsrunde bezwang sie Jessica Gal nach 49 Sekunden und verlor dann gegen Nicola Fairbrother durch Waza-ari. Ende 1996 war Baton Zweite bei den Weltmeisterschaften der Studierenden hinter der Spanierin Isabel Fernández.
Bei den Europameisterschaften 1997 in Ostende siegte Baton im Viertelfinale gegen Zülfiyyə Hüseynova. Nach ihrer Halbfinalniederlage gegen die Belgierin Marisabel Lomba gewann sie Bronze durch einen Sieg über Jessica Gal. Fünf Monate später bei den Weltmeisterschaften 1997 in Paris unterlag sie im Viertelfinale Driulis González. Mit Siegen über die Nordkoreanerin Ae Yang-sun, die Schwedin Pernilla Andersson und Marisabel Lomba kämpfte sich Baton zur Bronzemedaille durch. 1998 fanden die Europameisterschaften in Oviedo statt. Baton verlor im Halbfinale gegen die Britin Deborah Allen und gewann Bronze gegen Zülfiyyə Hüseynova. Im Jahr darauf bei den Europameisterschaften 1999 in Bratislava schlug sie Marisabel Lomba im Achtelfinale, die Deutsche Antje Lehmann im Viertelfinale und die Schweizerin Lena Göldi im Halbfinale. Das Finale verlor sie gegen Isabel Fernández. Bei den Weltmeisterschaften 1999 unterlag sie bereits im Achtelfinale der Tschechin Michaela Vernerová und belegte am Ende den siebten Platz. Im Olympiajahr 2000 gewann Magali Baton das Weltcup-Turnier von Paris, wo sie im Finale Isabel Fernández bezwang. 2001 gewann sie gegen Barbara Harel ihren einzigen französischen Meistertitel. Ihr letztes großes Turnier waren die Weltmeisterschaften 2001 in München. Im Achtelfinale bezwang sie die Australierin Maria Pekli. Danach verlor sie das Viertelfinale gegen die Niederländerin Deborah Gravenstijn und schied in der Hoffnungsrunde gegen die Italienerin Cinzia Cavazzuti aus.